# 三重県立白山高等学校
三重県立白山高等学校（みえけんりつはくさんこうとうがっこう）は、三重県津市に位置する三重県立高等学校。全日制の課程に、普通科、情報コミュニケーション科を設置している。

## 沿革
- 1959年（昭和34年）4月 - 開校。
- 2006年（平成18年）4月 - 商業科を情報コミュニケーション科に改編。
- 2008年（平成20年）11月 - 開校50周年。
- 2018年（平成30年）7月10日 - 2019年度から、各学科の定員の5％を上限（合格者が募集人員に満たない場合は上限を超えることも可能）に三重県外から入学を認めることを県教委が発表。
- 2018年（平成30年）7月25日 - 野球部が第100回全国高等学校野球選手権記念大会に出場決定。春夏通じて初の甲子園出場[1]。

## 教育組織
- 全日制の課程
  - 普通科
  - 情報コミュニケーション科

## 校訓
「努力」「誠実」「強健」

## 教育方針
1. 基礎的・基本的な学習内容の定着化を図る
2. 人間としての在り方生き方の指導を進める
3. 自主性自立性を育む教育活動を充実する
4. 心豊かにたくましく生きる力を育てる
5. 環境を大切にする資質と行動力を育てる

## 生徒会活動・部活動など

### 部活動

#### 運動部
野球、テニス、バスケット、弓道、卓球、サッカー、陸上

#### 文化部
書道、美術、ブラスバンド、情報処理、茶道

### 同好会
- 製菓同好会

### 活動実績
野球部
2007年から2016年まで三重県大会初戦敗退のチームだったが、2018年夏（第100回）で初めて三重県大会を優勝し、甲子園初出場を果たした。その顛末は、菊地高弘によって『下剋上球児 三重県立白山高校、甲子園までのミラクル』（カンゼン）の題でノンフィクションの本にまとめられ、同書は2023年秋の日曜劇場（TBS系列）『下剋上球児』の原案となった。

## 出身者
- 奥田（→旭）和男（元プロ野球選手）
- 末広雅洋（ビーイング元社長）
- 伊藤収宣（奈良県御杖村長）[4][5][6]

## アクセス
- JR東海名松線家城駅下車徒歩10分
- 津市コミュニティバス (白山地域) 一志病院停留所を下車、徒歩2分

## 通学圏
- 普通科は、津市内から名松線利用で通学する生徒が多い。
- 情報コミュニケーション科は松阪市内からも若干の進学がある。